# Gheorghe Rotaru
Gheorghe Rotaru (n. 2 octombrie 1947) este un general (cu 4 stele) român, care a îndeplinit funcția de director general al Direcției Generale de Informații a Apărării (1999-2005).

## Biografie
Gheorghe Rotaru s-a născut la data de 2 octombrie 1947. A urmat studii la Liceul Militar din Câmpulung Moldovenesc (1961-1962), continuate la Liceul Militar de la Breaza (1962-1965), apoi la Școala Militară Superioară de Ofițeri „Nicolae Bălcescu” din Sibiu (1965-1968). Ulterior, a absolvit cursurile Academiei de Înalte Studii Militare (1976), un curs postuniversitar de informații militare la București; un curs postuniversitar de studii strategice la Academia Diplomatică din cadrul Westminster University, Londra (1992).
După absolvirea Școlii de ofițeri, a îndeplinit funcțiile de comandant de pluton, companie, șef de stat major la Batalionul de 
Transmisiuni, ofițer cu operațiile de transmisiuni la două comandamente de armată; Ofițer cu operațiile trupelor de
transmisiuni.
După Revoluția din decembrie 1989, este numit ca Atașat militar, aero și naval la Londra (1990-1993), apoi îndeplinește funcțiile de șef al Direcției Analiză Politico-Militară și Relații Internaționale (1993-1995) și Locțiitor al secretarului de
stat pentru Politica de Apărare (1995-1996).
Gheorghe Rotaru a fost înaintat la gradul de general-maior (cu o stea) la 21 octombrie 1994  și apoi la cel de general de divizie (cu 2 stele) la 26 noiembrie 1998 . Între anii 1996-1999, generalul Rotaru a fost șeful Biroului Militar de Legătură la Cartierul General al NATO, funcția redenumită în anul 1998 cu titulatura de reprezentant militar al României la Cartierul General al NATO.
Începând din 15 iulie 1999, generalul Gheorghe Rotaru a îndeplinit funcția de director general al Direcției Generale de Informații a Apărării din cadrul Ministerului Apărării Naționale. În perioada în care a îndeplinit această funcție, a fost înaintat la gradele de general de corp de armată (cu 3 stele) la 25 octombrie 2000  și la cel de 
general (cu 4 stele) la 2 octombrie 2005 .
Având în vedere propunerea ministerului apărării naționale, la data de 3 octombrie 2005, generalul cu patru stele Gheorghe Rotaru a fost eliberat din funcția de director general al Direcției Generale de Informații a Apărării din cadrul Ministerului Apărării Naționale .
Din anul 2006, generalul (r) Gheorghe Rotaru este consilier al ministrului apărării.